# Дюны Льенкреса
Природный парк «Дюны Льенкреса» (исп. Dunas de Liencres) — природный парк на севере  Испании, известный своими дюнами. Расположен на побережье Бискайского залива, на правом берегу устья реки  Пас (Кантабрия), неподалёку от деревеньки Льенкрес (муниципалитет Пьелагос).
Территория парка составляет около 195 га, из которых 140 заняты растительностью, 33.5 — дюнами, остальное отдано под служебные нужды и сервис (медпункт, закусочные и т.д.)
В 1949 году вокруг дюн рассадили деревья, в основном приморскую сосну. В первую очередь это было сделано для укрепления побережья, но впоследствии они создали удобное место для отдыха посетителей. Помимо приморской сосны на территории заповедника также растут: улекс европейский, сосна лучистая, пиния, ладанник шалфеелистный, орхидные (вид Epipactis phyllantis) и др.
Животный мир представлен прежде всего птицами (серая цапля, камышница, два вида чаек и др.) и рептилиями.